# Гроссетти, Поль Франсуа
Поль Франсуа Гроссетти (фр. Paul François Grossetti; 1861—1918) — французский генерал, участник колониальных войн Франции и Первой мировой войны.

## Биография
Сын капитана 44-го пехотного линейного полка, родился 10 сентября 1861 года в Париже, по происхождению корсиканец.
Образование получил в Сен-Сирской военной школе, по окончании которой служил в зуавских полках. Принимал участие в колониальных кампаниях в Африке и Азии, отличился в Тонкинской экспедиции. В 1890—1893 годах прошёл курс наук в военной академии и далее служил на должностях Генерального штаба.
Кавалер ордена Дракона Аннама (1889).
Накануне Первой мировой войны был произведён в дивизионные генералы и назначен командовать 42-й дивизией. Отличился в сражении на Изере, где сумел остановить немецкое наступление. Далее он сражался в Шампани и под Верденом. 4 мая 1916 года российский император Николай II наградил Гроссетти орденом св. Георгия 4-й степени. В 1916—1917 годах Грозетти сражался в рядах Восточной армии и был награждён крестом Великого офицера ордена Почётного легиона. Весной 1917 года Гроссетти крайне неудачно действовал против болгарских войск в битве за Красную стену на Салоникском фронте.
В конце 1917 года он заболел дизентерией и скончался в Париже 7 января 1918 года. Похоронен на кладбище Пер-Лашез.

## Память
- В Аяччо Полю Гроссетти установлен памятник.